# São Martinho de Recezinhos
São Martinho de Recezinhos is een plaats (freguesia) in de Portugese gemeente Penafiel en telt 1873 inwoners (2001).